# Blang Sama Gadeng
Blang Sama Gadeng is een bestuurslaag in het regentschap Bireuen van de provincie Atjeh, Indonesië. Blang Sama Gadeng telt 597 inwoners (volkstelling 2010).